# مختارنامه
مختارنامه یک مجموعه تلویزیونی ایرانی به کارگردانی داوود میرباقری است که داستان آن پیرامون زندگی مختار ثقفی و چگونگی قیام او که پس از حادثه عاشورا به خون‌خواهیِ حسین بن علی برمی‌خیزد پرداخته است. این مجموعه در ۴۰ قسمت ۶۰ دقیقه‌ای از ۹ مهر ۱۳۸۹ تا ۷ مرداد ۱۳۹۰ از شبکه یک سیما پخش شد.

## داستان
داستان این مجموعهٔ تلویزیونی از زخمی‌شدن حسن بن علی و رفتن وی به مدائن که حاکم آن سعد بن مسعود ثقفی، عموی مختار است شروع می‌شود. مختار از طرف عمویش فرا خوانده می‌شود تا از حسن بن علی محافظت کند. بعد از مسموم و کشته شدن حسن مجتبی توسط همسرش جعده در ادامه، داستان به وقایع سال ۶۰ هجری و مرگ معاویه و حکومت یزید و جریان بیعت‌گرفتن از حسین بن علی رفته و در نهایت پنج سال بعد از حادثهٔ عاشورا، مختار به عنوان رهبر سومین قیام پس از عاشورا با متحدکردن شیعیان با شعار «یا لثارات الحسین» به خون‌خواهی حسین بن علی و کشته‌شدگان کربلا قیام می‌کند.

## بازیگران
| بازیگر             | نقش                                                                      | توضیحات |
| ------------------ | ------------------------------------------------------------------------ | --- |
| فریبرز عرب‌نیا      | مُختار بن اَبوعُبَید ثَقَفی (اَبواِسحاق)                                         | نقش اصلی |
| فرهاد اصلانی       | عُبیدالله بن زیاد (ابن مَرجانِه)                                            | حاکم کوفه در زمان حادثه کربلا |
| رضا رویگری         | کیان ایرانی (کِیسان اَبوعُمرِه)                                              | سردار ایرانی مختار ثقفی ، همسر شیرین ، پدر حیدر                                                                                       |
| جعفر دهقان         | مُصعب بن زُبَیر                                                             | فرمانده لشکر آل زبیر در جنگ با مختار                                                                                                  |
| مهدی فخیم‌زاده      | عُمَر بن سَعد                                                               | شوهر خواهر ناتنی مختار و صفیه ، فرمانده ارتش کوفه در حادثه کربلا                                                                      |
| عنایت‌الله شفیعی    | عَبدالله بن کامِل شاکِری                                                    | یار مختار و فرمانده شرطه‌های کوفه در دولت مختار                                                                                        |
| محمد فیلی          | شِمر بن ذی‌الجوشَن                                                          | فرمانده جناح چپ لشکر عمر بن سعد در حادثه کربلا                                                                                        |
| رضا کیانیان        | عَبدالله بن زُبَیر                                                          | خلیفه زبیریان در مکه و دشمن مختار |
| نسرین مقانلو       | ناریه بنت سَمُرَة بن جُندَب (اُم‌ّثابت)                                          | همسر اول مختار ثقفی ، دختر سمره بن جندب                                                                                               |
| فریبا کوثری        | عُمرِه بنت نُعمان بن بَشیر                                                   | همسر دوم مختار ثقفی ، دختر نعمان بن بشیر                                                                                              |
| داوود رشیدی        | نُعمان بن بَشیر اَنصاری                                                     | حاکم کوفه قبل از ابن زیاد و پدر عمره                                                                                                  |
| ماه‌چهره خلیلی      | جاریه بنت اَبوعُبَید ثَقَفی                                                   | خواهر ناتنی مختار و صفیه ثقفی و زن عمر بن سعد ، مادر حفص و ..                                                                         |
| محمد صادقی         | عَبدالله بن مُطیع                                                          | سومین حاکم زبیری کوفه بعد از مرگ یزید و دوست مختار                                                                                    |
| حسن میرباقری       | اِبراهیم بن مالِک اَشتَر نَخَعی                                                | بازوی راست و سپهسالار لشکر مختار ، برادر عبدالله بن مالک‌اشتر نخعی و اسحاق بن مالک‌اشتر نخعی                                            |
| انوشیروان ارجمند   | رُفاعَة بن شَدّاد                                                            | یکی از رهبران توابین که با مختار بیعت کرد                                                                                             |
| محمدرضا شریفی‌نیا   | مُحَمّد بن علی (مُحَمّد حَنَفیّه)                                                 | برادر حسین بن علی که حکم جهاد به مختار داد                                                                                            |
| ولی‌الله شیراندامی  | سُلِیمان بن صُرَد خُزاعی                                                      | از بزرگان کوفه و رهبر توابین در نبرد عین الورده                                                                                       |
| ژاله علو           | دُومه بنت عامِر (دُومَة الحُسناء)                                             | مادر مختار و صفیه ، نامادری جاریه ، همسر ابوعبید                                                                                      |
| کاظم هژیرآزاد      | مُهلّب بن اَبی‌صُفره                                                          | مشاور مصعب بن زبیر در جنگ با مختار |
| حبیب دهقان‌نسب      | یَزید بن اَنَس                                                              | یار مختار ثقفی که در جنگ با ابن زیاد بر اثر بیماری از دنیا رفت                                                                        |
| شهرام حقیقت‌دوست    | عُبیدالله بن حُرّ جُعفی                                                      | یار مختار که به او خیانت کرد و به سپاه مصعب بن زبیر ملحق شد                                                                           |
| امین زندگانی       | مُسلِم بن عَقیل                                                             | پسرعمو ، شوهرخواهر ناتنی و سفیر حسین بن علی در کوفه                                                                                   |
| محمود جعفری        | مَعقَل بن قِیس ریاحی                                                        | مشاور و جاسوس ابن زیاد |
| فرخ نعمتی          | هانی بن عُروِه                                                             | از بزرگان کوفه که مسلم بن عقیل در خانه او سکونت داشت                                                                                  |
| پرویز پورحسینی     | مَیثَم تَمّار                                                                | خرما فروش معترض به خطبه ابن زیاد در مسجد                                                                                              |
| مظفر مقدم          | شَبَث بن رِبعی                                                              | از اشقیای حادثه کربلا که با مختار بیعت کرد                                                                                            |
| اکبر زنجان‌پور      | سَعد بن مَسعود ثَقَفی                                                        | فرماندار مدائن و عموی مختار و جاریه                                                                                                   |
| صالح میرزاآقایی    | جَعفَر بن زُبَیر                                                             | برادر عبدالله بن زبیر ، مصعب بن زبیر و منذر بن زبیر                                                                                   |
| رحمان باقریان      | زِربی                                                                     | غلام ایرانی مختار |
| احمد علامه‌دهر      | عَبدالرّحمان بن شُرَیح                                                       | یار مختار ثقفی که در ابتدا برای بیعت با او مردد بود                                                                                   |
| مصطفی طاری         | عَمرو بن حُرَیث (بن حُرَیث)                                                   | فرمانده اموی شرطه‌های کوفه ، رئیس زندان کوفه                                                                                           |
| حمید مظفری         | مُسلِم ین عوسَجِه                                                            | از همراهان مسلم بن عقیل که پس از شهادت او به قافله حسین بن علی ملحق شد                                                                |
| حمیدرضا عطایی      | سائِب بن مالک اَشعَری                                                       | یار مختار ثقفی ، داماد ابوموسی اشعری                                                                                                  |
| بهرام شاه‌محمدلو    | عَبدالله بن یَزید                                                          | دومین حاکم زبیری کوفه بعد از مرگ یزید                                                                                                 |
| رضا خندان          | سَنان بن اَنَس نَخَعی                                                         | از اشقیای حادثه کربلا که سر حسین بن علی را از تن جدا کرد                                                                              |
| سیامک اطلسی        | حُصین بن نُمَیر                                                             | فرمانده سپاه شام در جنگ مکه و جنگ با توابین                                                                                           |
| سیروس تقی‌نژاد      | شَریک بن جُدَیر                                                             | پیرمرد کور قاتل حُصَین بن نُمَیر |
| کریم اکبری مبارکه  | اَحمَد بن شُمَیط                                                             | یار مختار و فرمانده سپاه او در جنگ حرورا                                                                                              |
| محمود اردلان       | زائِدة بن قُدّامِه                                                           | پسر عمو زاده ی مختار و زندانبان کوفه                                                                                                  |
| محمود اردلان       | زُهَیر بن قِین بَجَلی                                                         | از شهدای کربلا و همسر دلهم |
| بیژن افشار         | مُحَمّد بن اَشعَث بن قِیس کِندی                                                 | فرمانده نیروهای اموی در دستگیری مسلم بن عقیل که در حادثه کربلا هم حضور داشت                                                           |
| میرصلاح حسینی      | عَمرو بن حَجاج زُبِیدی                                                       | فرمانده جناح راست لشکر عمر بن سعد در حادثه کربلا                                                                                      |
| حامد میرباقری      | ثابِت بن مُختار ثَقَفی                                                       | پسر مختار و ناریه |
| حامد میرباقری      | وَهَب نَصرانی                                                               | از شهدای کربلا ، پسر قمر ، همسر هانیه                                                                                                 |
| عباس وفایی         | خادِم عَبدالله بن زُبَیر                                                     | خبرچین و جاسوس عبدالله بن زبیر |
| عباس امیری مقدم    | عامِر بن مَسعود                                                            | اولین حاکم زبیری کوفه بعد از مرگ یزید                                                                                                 |
| صدرالدین حجازی     | خولی بن یَزید اَصبَحی                                                       | از اشقیای دشت کربلا و حامل سر بریده حسین بن علی                                                                                       |
| ابراهیم‌ آبادی      | عُبَیده                                                                    | یار مختار ثقفی که شرب خمر می‌کرد |
| سیروس کهوری‌نژاد    | غُلام حَرمَلِه                                                               | پدر ، غلام و تیرانداز حرمله ، حرمله قلابی                                                                                             |
| الهام حمیدی        | شیرین                                                                    | همسر کیان ایرانی که به دست حرمله کشته شد ، مادر حیدر                                                                                  |
| بهنوش طباطبایی     | خاشِعه                                                                    | همسر منذر بن زبیر |
| بهناز جعفری        | ماریه                                                                    | همسر عبیدالله بن حر جعفی ، همسایه مختار و ناریه                                                                                       |
| شهره لرستانی       |                                                                          | از زنان قبیله حمدان و سردسته زنان کوفی که در مسجد کوفه به عمر بن سعد سنگ زده بودند                                                    |
| انوش معظمی         | حَرمَلِه بن کاهِل اَسَدی                                                       | قاتل علی‌اصغر در حادثه کربلا ، رئیس غلام و پسرش                                                                                        |
| شهزاد صفوی         | عَبدالله بن مالِک اَشتَر نَخَعی                                                | برادر ابراهیم بن مالک اشتر نخعی و اسحاق بن مالک اشتر نخعی                                                                             |
| حدیث فولادوند      | راحِله                                                                    | همسر ابراهیم بن مالک اشتر نخعی |
| حسین خانی‌بیک       | اَیاس بن مُضارِب                                                            | فرمانده زبیری شرطه‌های کوفه |
| کاوه فتوحی         | عَبّاس بن علی                                                              | برادر ناتنی حسین بن علی، دوست ابراهیم بن مالک اشتر، علمدار نبرد کربلا ، فامیل دور شمر بن ذی‌الجوشن                                     |
| آهو خردمند         | ساره                                                                     | همسر اول خولی بن یزید اصبحی ، هووی حوراء                                                                                              |
| رامونا شاه         | حوراء                                                                    | همسر دوم خولی بن یزید اصبحی ، هووی ساره                                                                                               |
| حسن پورشیرازی      | بَهرام رَنگرَز                                                              | عجم دیلمی، رنگرزی که با ابوبصیر حضرمی مشاجره داشت                                                                                     |
| آفرین عبیسی        | صَفیّه بنت اَبوعُبَید ثَقَفی                                                    | خواهر مختار ثقفی و همسر عبدالله بن عمر ، خواهر ناتنی جاریه                                                                            |
| کوروش زارعی        |                                                                          | سردسته معترضان به زندانی شدن هانی بن عروه ، نایب‌رئیس قبیله مذحج                                                                       |
| مریم سلطانی        | از آشنایان عُمرِه                                                          | پیکی که در زمان محاصره کوفه توسط آل زبیر پیغام مختار را به عمره رساند                                                                 |
| ویشکا آسایش        | جَعدِه بنت اَشعَث بن قِیس کِندی                                                | همسر و قاتل حسن بن علی ، معشوقه یک‌طرقه یزید بن معاویه                                                                                 |
| پروین سلیمانی      | سَلیمِه                                                                    | زن ترشی فروش ، دوست حنانه |
| اکبر سلطانعلی      | رُستَم (پَشَنگ)                                                              | غلام ایرانی شمر و قاتل ام وهب و زربی و خواننده تیتراژ اول سریال                                                                       |
| گوهر خیراندیش      | حَنّانِه                                                                    | خاله جاریه و نامادری عمر بن سعد ، دوست سلیمه                                                                                          |
| مریم بوبانی        | دُلهَم بنت عَمرو                                                            | همسر زهیر بن قین |
| حسین سرچاهی        | عَباد بن حُصین                                                             | یکی از فرماندهان زبیری در جنگ حرورا که جنگجوی قابلی بود و شرعیات می‌دانست و مُهَلَب او را به سوی سپاه احمر بن شُمَیط فرستاد.                |
| سیامک صفری         |                                                                          | مزدور شامی که مردم مدائن را در زمان فرمانداری سعید بن مسعود ثقفی، عموی مختار، از لشکریان شام و کژدم‌های اَرباز ترساند                   |
| معصومه تقی‌پور      | طوعِه                                                                     | زنی که مسلم بن عقیل را پناه داد ولی پسرش، بلال، که پسری شراب خور بود او را لو داد ، مادر بلال بن اسید حضرمی                           |
| حمیدرضا هدایتی     | اَصفَر بن سَعید                                                             | فرستاده مصعب بن زبیر به سمت مختار هنگام محاصره کاخ کوفه                                                                               |
| حسین محب‌اهری       | اَبوبَصیر                                                                  | عرب حَضرمی، تاجری که با بهرام رنگرز مشاجره داشت                                                                                        |
| سیدجواد هاشمی      | تِبیان                                                                    | سردار سپاه حسن بن علی |
| حسین لطیفی         | کَثیر بن شَهاب حارثی،                                                      | از سران اُمَوی کوفه در زمان حکومت ابن زیاد. از کسانی که مردم کوفه را از یاری کردن مسلم بن عقیل نهی کرد و از لشکر شام بیم‌شان داد.        |
| شبنم فرشادجو       |                                                                          | زنی از زنان قبیلهٔ نخعی که در هنگام قیام مختار مردی را به عنوان مزدور پیش عمره برد                                                     |
| مهرداد ضیایی       | اَزرق                                                                     | از خوارج شهر مدائن |
| مسعود ولدبیگی      | نَجدَة بن عامِر حَنَفی                                                        | سردسته خوارج مکه |
| ابوالقاسم پورشکیبا | اَبوالحَدید ثَقَفی                                                           | مردی از قبایل صحرا نشین که در زمان قیام مسلم بن عقیل با مختار بیعت کرد                                                                |
| محمود بنفشه‌خواه    |                                                                          | طبیبِ شمر که به دلیل طمع کردن سکه بیشتر، شمر او را در سرداب خانه‌اش کشت                                                                 |
| رضا آقاربی         | عَبدالله بن وال                                                           | یکی از رهبران توابین |
| مهدی تقی‌نیا        | عبدالله بن وَهَب                                                           | مشاور اَحمَر بن شُمَیط در جنگ با زبیریان در حَرورا، که احمد بن شمیط را مجاب کرد کیان و سپاهیانش را پیاده به میدان بفرستد                   |
| سید مهرداد ضیایی   | بن‌ هَمّام                                                                  | شاعر اموی که در دولت مختار به کاخ وارد شد و اشعاری در تحسین مختار و یارانش خواند ، شکنجه‌گر کیان و ایرانیان در جنگ‌های اعراب و ایرانیان |
| محمد یگانه         | اِسماعیل بن کَثیر                                                          | یار مختار ثقفی که به او خیانت کرد و مصعب بن زبیر او را اعدام کرد .                                                                    |
| ولی‌الله مؤمنی      | شُرَحبیل بن ذی‌کِلاع                                                         | فرمانده سپاه شام در جنگ با توابین که شکست خورد                                                                                        |
| محمد پورستار       | حَبیب بن مَظاهِر                                                            | از همراهان مسلم بن عقیل که پس از شهادت او به قافله حسین بن علی ملحق شد                                                                |
| شهرام عبدلی        | بِلال بن اسید حضرمی                                                       | پسر شراب خور طوعه و اسید که مسلم بن عقیل را لو داد                                                                                    |
| فریدون سورانی      | مُسَیّب بن نَجبِه                                                             | یکی از رهبران توابین |
| محمدرضا حقگو       | مسلم بن عبدالله ضَبابی                                                    | از نزدیکان شمر و اشقیای دشت کربلا |
| رضا شفیعی          | عَبدالرَحمان بن مُحَمّد بن اَشعَث                                               | پسر محمد بن اشعث ، جانشین پدر در لشکر ها                                                                                              |
| رز رضوی            | هانیه                                                                    | همسر وهب نصرانی ، عروس قمر (در سریال نشان داده نشد اما در عاشورا کشته شده)                                                            |
| علی جاویدفر        | عَبدالله بن عَفیف                                                          | پیرمرد نابینای کوفی معترض به ابن مرجانه ، پدر اسماء بنت عبدالله و صفیه بنت عبدالله                                                    |
| سارا سلطانی        | اَسماء بنت عَبدالله                                                        | دختر بن عَفیف پیرمرد نابینای کوفی معترض به ابن مرجانه                                                                                  |
| مجید علی‌اسلام      | مُنذَر بن زُبَیر                                                             | برادر کوچک عبدالله بن زبیر ، مصعب بن زبیر و جعفر بن زبیر که در جنگ مکه کشته شد ، همسر خاشعه                                           |
| جمشید شاه‌محمدی     | عَبدالله بن عُمَر                                                           | شوهر خواهر مختار ثقفی ، همسر صفیه ، داماد دومه بنت وهب و ابوعبید ثقفی                                                                 |
| امیررضا دلاوری     |                                                                          | از سرداران سپاه سعید بن مسعود ثقفی، عموی مختار، در مدائن                                                                              |
| محمدعلی سلیمان تاش |                                                                          | سردسته مردم کوفه، که پس از خروج یکی از اشراف عرب به همراه پسرش از کاخ مختار، جان آن‌ها را به نا حق گرفتند.                             |
| بهزاد رحیم‌خانی     |                                                                          | از اشراف عرب که پس از خروج از کاخ مختار مردم جان او را به ناحق گرفتند.                                                                |
| روژان آریامنش      | نائِله بنت مُختار                                                          | دختر مختار ثقفی و عمره بنت نعمان |
| مسعود خدابخشیان    | ابراهیم بن محمد بن طلحَة الخِیر                                            | امام جمعه زبیری کوفه در زمان حاکمیت عبدالله بن یزید                                                                                   |
| عزیزالله هنرآموز   | اَبومُفلِس بن مَحرّر                                                          | کاتب دربار کوفه ، خائن به مختار |
| حامد حدادی         | یَحیی بن زَمزَم                                                             | غول بنی ضبه ، دوست مترسک‌گردان |
| احمد ایراندوست     | هارون بن مَنصور نَعلبَند                                                    | همبند عمر بن سعد در زندان مدائن ، فردی که عمر بن سعد به خواهرش تجاوز کرده است .                                                       |
| فرید ملک‌محمدی      | حَفص بن عُمَر                                                               | پسر عمر بن سعد و جاریه |
| فاضل اجبوری        | اَبوذاکِر                                                                  | پیرمرد قبیله نشین بیعت کننده با مختار                                                                                                 |
| بهناز توکلی        | قَمَر (اُم‌ّوَهَب)                                                              | مادر وهب نصرانی (نشان داده نشد اما گفته شد که غلام شمر او را کشته)                                                                    |
| کریم پورزارعی      | [بُکَیر بن حُمران اَحمَری                                                     | کسی که مسلم بن عقیل را از کنگره بالای کاخ ابن زیاد پایین انداخت و او را به قتل رساند                                                  |
| مهدی تارخ          |                                                                          | طبیبِ حسن بن علی در کوشک مدائن ، دوست تبیان                                                                                            |
| نقی سیف‌جمالی       |                                                                          | طبیبِ ابن زیاد |
| مجتبی کیمیایی      | مِهران                                                                    | یار ایرانی کیان |
| آیدین خطایی‌اصل     | حَطاب فارِس (یَل یَل شام)                                                    | غول شامیان در نبرد مکه |
| مریم قادری         | عَذرا                                                                     | دختر لال روستایی و نامزد سنان بن اَنَس ، دختر بنی و شیخ                                                                                 |
| شهین نجف‌زاده       | بَنی                                                                      | مادر عذرا و مادرزن سنان بن اَنَس ، همسر شیخ                                                                                             |
| حبیب جنت‌مکان       |                                                                          | سردار سپاه ابراهیم بن مالک اشتر |
| محسن صوفی          |                                                                          | از یاران کیان و مختار ، دوست مهران |
| اسماعیل یوسف‌پور    |                                                                          | غُلام بَچّه شُرَحبیل بن ذی‌کِلاع |
| اسماعیل یوسف‌پور    | در معرکه کوفیان بعد از مرگ یزید، نقش بوزینه یزید را در آن معرکه بازی کرد | |
| بهنام تشکر         |                                                                          | مترسک گردان معرکه‌گیر مقابل ورودی دارالاماره همراه یحیی بن زمزم، غول زبیری، در دوران محاصره دارالاماره کوفه توسط زبیریان               |
| ایرج خدری          |                                                                          | شرطه کوفی و قاتل هانی بن عروه |

## تولید
تداركات اولیه برای ساخت سریال مختارنامه از فروردین ۱۳۸۱ و با نگارش متن اولیه آغاز شد، از شهریور ۱۳۸۲ نیز سریال وارد مرحله پیش‌تولید گردید.

### فیلمنامه
میرباقری در گفتگو با خبرگزاری ایسنا گفت: حدود ده سال قبل [حدود سال ۱۳۷۰] در زمان ساخت سريال امام علی (ع)، محمد ابراهیم سلطانی فر نيز مشغول تحقيق برای نگارش اين فیلم نامه بود. متن نوشته شده توسط وی به لحاظ تاریخی كاملا مستند بود و این مساله فضای تاریخی دوره مورد نظر را برای ما قابل لمس كرد اما فیلم‌نامه به جهت تفاوت‌هایی كه با معیارهای ذهنی من داشت به بازنویسی اساسی نیاز داشت. وی با بیان این مطلب كه فیلمنامه‌ی این مجموعه سه بار توسط حسن میرباقری، محمد بیران وند و خود او بازنویسی شده است گفت: متن فعلی تنها از جهت حوادث مستند تاریخی با متن قبلی مشترک است و از لحاظ دراماتيک، متن پخته‌تری است و به معیارهای دراماتیكی هم كه من به آنها اعتقاد دارم نزديک‌تر است. ابتدای سال ۸۱ بود كه فیلمنامه‌ای از زندگی مختار به دست میرباقری رسید و او که معمولا حساسیت ویژه‌ای نسبت به فیلمنامه دارد، با گروهی این فیلمنامه را بازنویسی کرد و پس از چند ماه کار مداوم، به دلیل حساسیت فراوان و حضور ایرانیان و بحث گسترده شیعه آن را به قم برد تا علمای حوزه علمیه نیز مهر تأییدی بر آن بزنند؛ البته میرباقری به این نیز قناعت نکرد و در طول ساخت آن را بازنویسی کرد و بخش‌هایی را تغییر داد تا این که فیلمنامه ۲۶ قسمتی مختار به ۴۰ قسمت پنجاه دقیقه‌ای تبدیل شد.

### فیلمبرداری
پس از شش ماه پیش‌تولید، فیلمبرداری آن به شیوه ۳۵ میلی‌متری از سال ۱۳۸۳ در رمل‌ها و بیابان‌های كاشان آغاز شد و در تیر ۱۳۸۸ به پایان رسید.
فیلم‌برداری سریال مختارنامه در فروردین‌ماه ۱۳۸۳ آغاز شد و در تیرماه ۱۳۸۸ به پایان رسید. فیلم‌برداری این مجموعه در تهران، قزوین، تاکستان، ورامین، آبادان، شوشتر، شهریار، آران و بیدگل، اسلامشهر، زاویه، کویر سفیدشهر و شاهرود انجام شده است. همچنین سکانس‌های عاشورای این سریال در بیابان‌های روستای طرود، در نزدیکی شهرستان شاهرود فیلم‌برداری شده است. این سریال دارای حدود ۷۰۰ سکانس است که ۱۰۰ سکانس آن مربوط به ۵ جنگ بزرگ این سریال هستند.
در اواسط فیلمبرداری به علت فشار بسیار کار، داوود میرباقری از حال رفت و راهی بیمارستان گشت و چندین روز بستری شد.

## جوایز و نامزدها
| جایزه                   | رده                                | دریافت‌کننده    | نتیجه |
| ----------------------- | ---------------------------------- | -------------- | ----- |
| چهاردهمین دوره جشن حافظ | جایزه ویژه جشن سیزدهم بخش تلویزیون | داوود میرباقری | برنده |

## صداپیشگان
سرپرستی گویندگان این سریال را حمیدرضا آشتیانی‌پور بر عهده داشته است و برخی صداپیشگان این سریال به شرح زیر است:
| نام صداپیشه        | نام نقش              | نام بازیگر        |
| ------------------ | -------------------- | ----------------- |
| پرویز بهرام        | راوی                 | -                 |
| احمد رسول‌زاده      | نعمان بن بشیر        | داوود رشیدی       |
| حمیدرضا آشتیانی‌پور | ابراهیم بن مالک اشتر | حسن میرباقری      |
| ایرج رضایی         | محمد حنفیه           | محمدرضا شریفی‌نیا  |
| تورج مهرزادیان     | احمر بن شمیط         | کریم اکبری مبارکه |
| ژرژ پطرسی          | عبدالله بن مطیع      | محمد صادقی        |
| علی‌همت مومی‌وند     | مصعب بن زبیر         | جعفر دهقان        |
| منوچهر زنده‌دل      | عباس بن علی          | کاوه فتوحی        |
| بیژن علی‌محمدی      | زهیر بن قین          | محمود اردلان      |
| اکبر منانی         | عبیده                | ابراهیم‌ آبادی     |
| مریم شیرزاد        | راحله                | حدیث فولادوند     |
| زهره شکوفنده       | ام‌وهب                | بهناز توکلی       |
| رضا آفتابی         | منذر بن زبیر         | مجید علی‌اسلام     |
| شهرزاد ثابتی       | هانیه                | رز رضوی           |
| مینا شجاع          | سلیمه                | پروین سلیمانی     |
| حسین عرفانی        | بن وهب               | مهدی تقی‌نیا       |
| شراره حضرتی        | زبیده، کنیز خاشعه    | سایر بازیگران     |
| شهراد بانکی        | نقش‌های مختلف         | سایر بازیگران     |
| حسین خدادادبیگی    | نقش‌های مختلف         | سایر بازیگران     |
| امیر حکیمی         | نقش‌های مختلف         | سایر بازیگران     |
| هادی جلیلی باله    | نقش‌های مختلف         | سایر بازیگران     |

## قسمت‌ها
| شم. | عنوان            | کارگردان       | نویسنده                      | تاریخ پخش اصلی   |
| --- | ---------------- | -------------- | ---------------------------- | ---------------- |
| ۱   | «کوشک سفید»      | داوود میرباقری | حسن میرباقری و محمد بیرانوند | ۹ مهر ۱۳۸۹       |
| ۲   | «خروس جنگی»      | داوود میرباقری | حسن میرباقری و محمد بیرانوند | ۱۶ مهر ۱۳۸۹      |
| ۳   | «نیش عقرب»       | داوود میرباقری | حسن میرباقری و محمد بیرانوند | ۲۳ مهر ۱۳۸۹      |
| ۴   | «اسیر غول»       | داوود میرباقری | حسن میرباقری و محمد بیرانوند | ۳۰ مهر ۱۳۸۹      |
| ۵   | «نام‌ها و نامه‌ها» | داوود میرباقری | حسن میرباقری و محمد بیرانوند | ۷ آبان ۱۳۸۹      |
| ۶   | «ما اهل کوفه …»  | داوود میرباقری | حسن میرباقری و محمد بیرانوند | ۱۴ آبان ۱۳۸۹     |
| ۷   | «خر دجال»        | داوود میرباقری | حسن میرباقری و محمد بیرانوند | ۲۱ آبان ۱۳۸۹     |
| ۸   | «شیر در زنجیر»   | داوود میرباقری | حسن میرباقری و محمد بیرانوند | ۲۸ آبان ۱۳۸۹     |
| ۹   | «نینوا»          | داوود میرباقری | حسن میرباقری و محمد بیرانوند | ۵ آذر ۱۳۸۹       |
| ۱۰  | «خون خدا»        | داوود میرباقری | حسن میرباقری و محمد بیرانوند | ۱۲ آذر ۱۳۸۹      |
| ۱۱  | «نوش دارو»       | داوود میرباقری | حسن میرباقری و محمد بیرانوند | ۱۹ آذر ۱۳۸۹      |
| ۱۲  | «تخت سلیمان»     | داوود میرباقری | حسن میرباقری و محمد بیرانوند | ۲۶ آذر ۱۳۸۹      |
| ۱۳  | «کعبه مطلا»      | داوود میرباقری | حسن میرباقری و محمد بیرانوند | ۳ دی ۱۳۸۹        |
| ۱۴  | «کعبه در آتش»    | داوود میرباقری | حسن میرباقری و محمد بیرانوند | ۱۰ دی ۱۳۸۹       |
| ۱۵  | «اصحاب الفیل»    | داوود میرباقری | حسن میرباقری و محمد بیرانوند | ۱۷ دی ۱۳۸۹       |
| ۱۶  | «نعل وارو»       | داوود میرباقری | حسن میرباقری و محمد بیرانوند | ۲۴ دی ۱۳۸۹       |
| ۱۷  | «میهمان ملکوت»   | داوود میرباقری | حسن میرباقری و محمد بیرانوند | ۱ بهمن ۱۳۸۹      |
| ۱۸  | «غلاف شکسته»     | داوود میرباقری | حسن میرباقری و محمد بیرانوند | ۸ بهمن ۱۳۸۹      |
| ۱۹  | «نهضت توابین»    | داوود میرباقری | حسن میرباقری و محمد بیرانوند | ۱۵ بهمن ۱۳۸۹     |
| ۲۰  | «آخرین بازی»     | داوود میرباقری | حسن میرباقری و محمد بیرانوند | ۲۲ بهمن ۱۳۸۹     |
| ۲۱  | «دلدل»           | داوود میرباقری | حسن میرباقری و محمد بیرانوند | ۲۹ بهمن ۱۳۸۹     |
| ۲۲  | «قیام مختار»     | داوود میرباقری | حسن میرباقری و محمد بیرانوند | ۶ اسفند ۱۳۸۹     |
| ۲۳  | «قیام مختار ۲»   | داوود میرباقری | حسن میرباقری و محمد بیرانوند | ۱۳ اسفند ۱۳۸۹    |
| ۲۴  | «حکومت قانون»    | داوود میرباقری | حسن میرباقری و محمد بیرانوند | ۲۰ اسفند ۱۳۸۹    |
| ۲۵  | «اتحاد شوم»      | داوود میرباقری | حسن میرباقری و محمد بیرانوند | ۲۷ اسفند ۱۳۸۹    |
| ۲۶  | «شورش»           | داوود میرباقری | حسن میرباقری و محمد بیرانوند | ۱۹ فروردین ۱۳۹۰  |
| ۲۷  | «در پوست میش»    | داوود میرباقری | حسن میرباقری و محمد بیرانوند | ۲۶ فروردین ۱۳۹۰  |
| ۲۸  | «خاطرهٔ آب»       | داوود میرباقری | حسن میرباقری و محمد بیرانوند | ۲ اردیبهشت ۱۳۹۰  |
| ۲۹  | «بر خاکستر تنور» | داوود میرباقری | حسن میرباقری و محمد بیرانوند | ۹ اردیبهشت ۱۳۹۰  |
| ۳۰  | «مترسک»          | داوود میرباقری | حسن میرباقری و محمد بیرانوند | ۱۶ اردیبهشت ۱۳۹۰ |
| ۳۱  | «تیغ طلا»        | داوود میرباقری | حسن میرباقری و محمد بیرانوند | ۲۳ اردیبهشت ۱۳۹۰ |
| ۳۲  | «رستاخیز»        | داوود میرباقری | حسن میرباقری و محمد بیرانوند | ۳۰ اردیبهشت ۱۳۹۰ |
| ۳۳  | «دولت مستعجل»    | داوود میرباقری | حسن میرباقری و محمد بیرانوند | ۶ خرداد ۱۳۹۰     |
| ۳۴  | «دلیران ایران»   | داوود میرباقری | حسن میرباقری و محمد بیرانوند | ۱۳ خرداد ۱۳۹۰    |
| ۳۵  | «دلیران ایران ۲» | داوود میرباقری | حسن میرباقری و محمد بیرانوند | ۲۰ خرداد ۱۳۹۰    |
| ۳۶  | «خرس خاله‌ها»     | داوود میرباقری | حسن میرباقری و محمد بیرانوند | ۲۷ خرداد ۱۳۹۰    |
| ۳۷  | «آتش در نیستان»  | داوود میرباقری | حسن میرباقری و محمد بیرانوند | ۳ تیر ۱۳۹۰       |
| ۳۸  | «رؤیای سرخ»      | داوود میرباقری | حسن میرباقری و محمد بیرانوند | ۱۰ تیر ۱۳۹۰      |
| ۳۹  | «غول‌کشی»         | داوود میرباقری | حسن میرباقری و محمد بیرانوند | ۱۷ تیر ۱۳۹۰      |
| ۴۰  | «پرواز»          | داوود میرباقری | حسن میرباقری و محمد بیرانوند | ۷ مرداد ۱۳۹۰     |

## عوامل
کارگردان این سریال داوود میرباقری بوده و به تهیه‌کنندگی محمود فلاح ساخته شده است. مسعود میمی به عنوان برنامه‌ریز، محمود اردلان به‌عنوان طراح و اجراگرِ صحنه‌های جنگ، حمیدرضا آشتیانی‌پور سرپرستِ گویندگان و همچنین پرویز بهرام در مقام راوی و گویندگانی از جمله علی‌همت مومی‌وند، ژرژ پطرسی، اکبر منانی، بیژن علی‌محمدی، امیر حکیمی، حسین عرفانی، ایرج رضایی، تورج مهرزادیان، منوچهر زنده‌دل، مریم شیرزاد و شوکت حجت حضور داشتند.
در این سریال ۱۱۰ بازیگر اصلی و ۴۰۰ بازیگر فرعی بازی می‌کنند. مسعود ولدبیگی طراح چهره پردازی و عبدالله اسکندری طراح جلوه‌های ویژه گریم در سریال مختارنامه بوده‌اند.
طراحی صحنه، لباس و جلوه‌های ویژه این سریال بر عهدهٔ محسن شاه‌ابراهیمی بوده است. آهنگساز این سریال امیر توسلی بوده و موسیقی تیتراژ ابتدایی این سریال با خوانندگی اکبر سلطانعلی (بازیگر نقش رستم (پشنگ/رستم)، غلام شمر) بود، و تیتراژ پایانی نیز با هم‌نوایی لالایی صدیقه بحرانی، نوحه‌خوان بوشهری، همراه بود که به علت خوانندگی یک زن حواشی‌ای نیز در پی داشت. همچنین بهزاد عبدی در قسمت‌های آخر سریال به عوامل آن اضافه شده و چند قطعه‌ای از موسیقی متن این سریال را ساخته است.

## بودجه
بودجهٔ ساخت مجموعهٔ مختارنامه از سوی داوود میرباقری در همایش «قیام تا قیام» ۲۰ میلیارد تومان اعلام شد. در گزارشی دیگر، بودجهٔ ابتدایی این مجموعه دو میلیارد تومان برآورد شده بود اما در نهایت با بودجهٔ ۲۴ میلیارد تومانی به پایان رسید.

## حواشی پخش و حذفیات
نمایش سرهای بریدهٔ قاتلان حسین بن علی در بازپخش تلویزیونی سریال مختارنامه حذف شدند. در پخش‌های قبلی این مجموعه، در سکانس‌های مختلف سرهای بریده عبیدالله بن زیاد و شمر و عمر بن سعد در حالی که به بارگاه مختار ثقفی آورده شده بودند، نشان داده می‌شد، اما در پخش بعدی مختارنامه این صحنه‌ها حذف شدند.
همچنین به جز صحنهٔ رؤیای ابراهیم مالک اشتر، تمام سکانس‌های مربوط به عباس بن علی و جنگ و کشته شدن وی از این مجموعه حذف شد. برخی از این صحنه‌ها بعداً به شکل غیررسمی در شبکه‌های اجتماعی درز پیدا کرد و دست به دست شد.

### انتقادات اهل سنت
پخش سریال مختارنامه در ایران با واکنش روحانیون دانشگاه الازهر مصر روبه‌رو شد.
به گزارش روزنامهٔ عربی الشرق الاوسط، روحانیون الازهر مصر از مقامات ایرانی خواسته‌اند تا از پخش این سریال جلوگیری کنند. این روحانیون اعلام کردند که در این سریال به صحابهٔ پیامبر اسلام توهین شده و از کارگروه تقریب مذاهب در ایران خواسته‌اند به سرعت وارد عمل شود و از ایجاد آنچه که یک فتنهٔ مذهبی خوانده شده جلوگیری کند.
پیش از اعتراض علمای مصری و سعودی به پخش سریال مختارنامه از تلویزیون ایران، پایگاه رسمی اطلاع‌رسانی اهل سنت، سنی آنلاین، به انتقاد از صحنه‌هایی از این سریال پرداخته و نوشته است که در این سریال به صحابهٔ پیامبر و از جمله به عبدالله بن زبیر توهین شده است.